# Cosima Dannoritzer

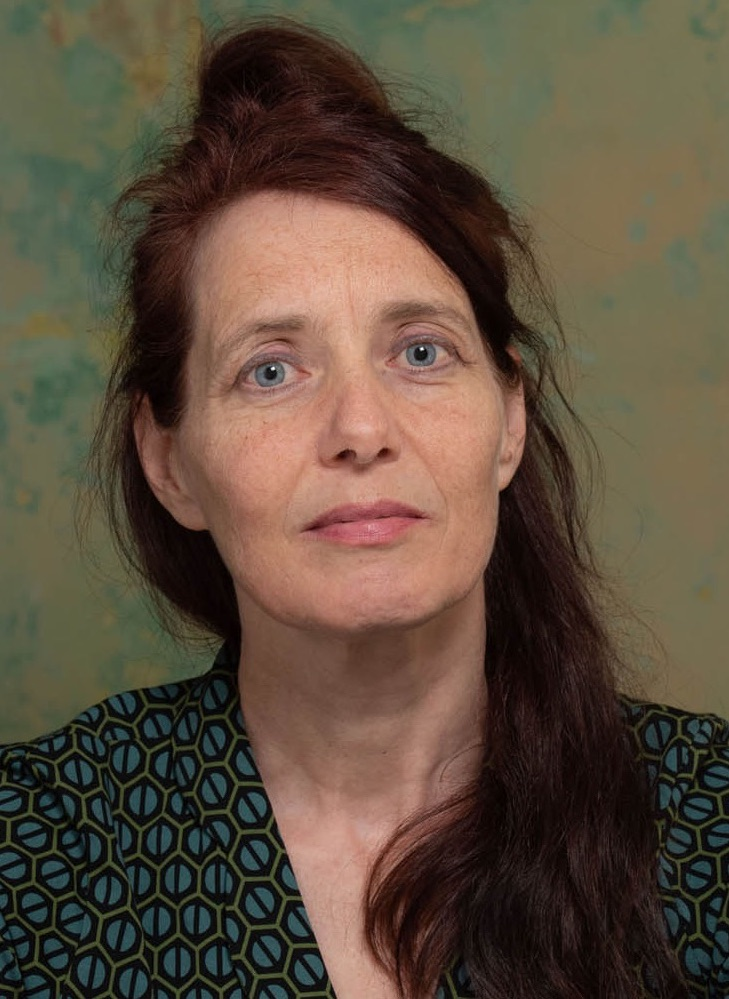
Cosima Dannoritzer (2020)

Cosima Dannoritzer (* 22. Mai 1965 in Dortmund) ist eine international arbeitende deutsche Filmautorin und Filmproduzentin, deren Dokumentationen Wissenschaft, Technologie, Ökologie und Geschichte zum Thema haben. International bekannt wurde sie als Drehbuchautorin und Regisseurin des mehrfach preisgekrönten Dokumentarfilms Kaufen für die Müllhalde.

## Ausbildung
Nach dem Abitur 1984 an der Diltheyschule in Wiesbaden studierte Cosima Dannoritzer Englische Literatur sowie Film- und Theaterwissenschaften an der University of Strathclyde in Glasgow, Schottland und schloss 1987 mit dem Bachelor of Arts ab. 1989  erlangte sie das Higher National Diploma in Film & TV Production am Bournemouth and Poole College of Art and Design in England.

## Karriere
Dannoritzer hat als freiberufliche und mehrsprachige Filmautorin und Produzentin (Deutsch (Muttersprache), Englisch, Französisch, Spanisch, Catalan) für Arte, BBC, Channel 4, Radiotelevisión Española und Deutsche Welle TV gearbeitet.
1992 drehte sie für Channel 4 einen Film über die Wiedervereinigung Berlins. 2001 entstand für die BBC eine Dokumentarserie über Deutschland.
Seit 2011 wurde ihr Dokumentarfilm Kaufen für die Müllhalde über geplante Obsoleszenz mehrfach auf Arte und Phoenix sowie in einem Dutzend anderer Länder ausgestrahlt und lief auch 2011 als Side Event bei der Green Week der European Commission.
Ihre Dokumentation The E-Waste Tragedy wurde unter anderem auf der Interpol-Konferenz zum Thema Illegaler Elektroschrott-Export in Lyon (2015) gezeigt.

## Filmographie
Dokumentarfilme
- Allergien – wenn der Körper rebelliert (Allergy Alert: Paranoia in Our Immune System; Un Monde d'allergiques), 52 Min. (2021)[7]
- Megafeuer: Der Planet brennt (Megafires; Incendies géants : enquête sur un nouveau fléau), 90 Min. (2019)[8][9][10]

- Zeit ist Geld (Time Thieves; Le temps c'est de l'argent; Ladrones de tiempo), 85 Min. (2018)[11][12][13][14]

- Giftige Geschäfte – Der Elektromüllskandal (The E-Waste Tragedy; La tragédie électronique), 86 Min. (2014)[15][16][17]

- Kaufen für die Müllhalde (The Light Bulb Conspiracy; Prêt à jeter;  Comprar, tirar, comprar), 75 Min. (2010)[18][19][20]

- L'Amnèsia Electrònica (Electronic Amnesia), 25 Min. (2006)
- El cas Comas i Prió (The Case Comas & Prió), 25 Min. (2004)[21]
- El Que La Brossa Ens Diu (If Rubbish Could Speak), 25 Min. (2003)
- Germany Inside Out, 5-teilige Serie für BBC und Yleisradio/YLE, Finnland (2001)
- Das Leben ist ein Spiel, 30 Min. (1995)

- Im Zeichen des Bären, 30 Min. (1995)

- Rebuilding Berlin (Channel 4), 52 Min. (1992)

Fiktion
- My Brother Tom (Associate Producer, FilmFour UK, 2000)

Freiberufliche Mitarbeit bei Magazinen
- Noah (Umweltmagazin, Deutsche Welle TV, 1995–1997)
- Einstein (Wissenschaftsmagazin, Sender Freies Berlin (SFB), 1993/1994)

## Auszeichnungen
Cosima Dannoritzer erhielt für ihre Reportagen und Dokumentationen zahlreiche internationale Preise.
- 2020: Best Environmental Documentary, RushDoc Film Festival für Megafeuer: Der Planet brennt[22]
- 2019: Best International TV Production, DocsBarcelona[23] sowie Bester Schnitt, United Nations Association Film Festival (UNAFF), USA,[24] für  Zeit ist Geld
- 2015: Golden Award Prix Italia für Giftige Geschäfte – Der Elektromüllskandal [25]
- 2010–2013: Elf internationale Auszeichnungen für Kaufen für die Müllhalde,[26] darunter "Bester Dokumentarfilm" der Spanish Television Academy Awards (2011)[4] und der Hoimar-von-Ditfurth-Preis der Deutschen Umwelthilfe für "Beste journalistische Leistung" (2013)[27]
- 1993: Journalistenpreis der Deutsch-Britischen Gesellschaft für Rebuilding Berlin[28]

## Mitgliedschaft
Dannoritzer ist Mitglied der Europäischen Filmakademie.

## Publikation
Drei Jahre nach der Premiere des Films Kaufen für die Müllhalde erfolgte die Dokumentation in Buchform.
- Cosima Dannoritzer, Jürgen Reuß: Kaufen für die Müllhalde. Das Prinzip der geplanten Obsoleszenz. orange-press, Freiburg 2013, ISBN 978-3-936086-66-9.

### Online-Dokumentarfilme
- Megafeuer: Der Planet brennt (deut., franz.) bei Arte
- Kaufen für die Müllhalde (deut.) bei Vimeo
- Time Thieves (engl., span.) bei Vimeo